# Heinkel HD 17
Le Heinkel HD 17 est un avion de reconnaissance militaire produit en Allemagne à la fin des années 1920 après un premier vol en 1924. Assemblé par Cox-Klemin Aircraft Corporation et testé par les États-Unis pour remplacer sa flotte d'avions de reconnaissance.

## Conception
À la suite d'instructions secrètes reçues d'un certain major Kurt Student en 1923 de fabriquer un biplan de reconnaissance, l'ingénieur allemand Ernst Heinkel conçoit le Heinkel HD 17.
C'est un biplan conventionnel de forme sesquiplan à décalage positif. Les ailes sont donc d'envergures inégales à un seul emplacement de mâts par aile et des  entretoises interplans de cabine de type N. Le fuselage était entièrement établi en tubes d'acier ainsi que les empennages. Le pilote et l'observateur étaient assis en tandem, dans des cockpits ouverts. Les roues principales du train d'atterrissage fixe à patins arrière sont reliées par un essieu transversal.
Fuselage
Le fuselage est formé d'un cadre tubulaire en acier composé de quatre longerons longitudinaux et d'un cadre transversal et contreventé à l'intérieur avec du fil d'acier et des torons. Il a une section transversale carrée avec une courbure sur le dessus et se termine par un tranchant de queue vertical. Le support moteur, également en tube d'acier, est revêtu de tôle d'aluminium avec le réservoir derrière lui jusqu'à la cloison coupe-feu devant le premier siège ; le reste du fuselage est recouvert de tissu.
Structure
Les ailes sont en deux parties et se composent d'un cadre en bois avec deux longerons en caisson et des nervures en contreplaqué. L'avion est un sesquiplan à décalage positif : l'aile supérieure avec une plus grande envergure est continue et décalée vers l'avant de l'aile inférieure. La largeur de l'aile supérieure est de 2 m tandis que celle de l'inférieure n'est au maximum que de 1,30 m. Les dessous sont recouverts de contreplaqué du nez de l'aile au longeron arrière, le reste de la surface est recouvert de tissu. Les ailes sont reliées entre elles par des mono-mâts avec des entretoises I ou N et ne sont pas contreventées. La connexion de l'auvent se compose d'entretoises tubulaires en acier. Les ailerons et autres réservoirs de carburant sont logés dans l'aile supérieure, qui, avec le réservoir du fuselage, peut contenir environ 690 litres.
Queue
L'empennage est autoporteur dans une construction normale. L'aileron vertical et la gouverne de profondeur sont des constructions tubulaires en acier recouvert de tissu. Le gouvernail est à corne débordante et compensé. l'aileron horizontal est en bois et est réglable en vol. Dans la version 1926, le gouvernail est équipé d'une compensation de klaxon.
Train d'atterrissage
Le HD 17 a un train d'atterrissage principal de construction métallique a une voie de 2 m. Un haubanage rigide en V dans le sens latéral assure l'indéformabilité du train. L'essieu est continu et dispose à ses deux extrémités de suspensions, à sandows, en caoutchouc. Le train arrière est un éperon de meulage à ressort en caoutchouc.

## Historique des opérations

### Construits secrètement
Le HD 17 a été secrètement développé en Allemagne en 1923/1924 pour la Reichswehr. La construction d'avions militaires armés étant strictement interdite en Allemagne à cette époque, Heinkel fait éditer des documents officiels stipulant que l'avion a été fabriqué aux ateliers suédois de la Svenska Aero AB. Toutefois, les deux premiers exemplaires du Heinkel HD 17 ont été construits en réalité dans l'usine de Warnemünde en 1924. Ernst Heinkel se remémorait plus tard les difficultés auxquelles il a fait face pour échapper aux contrôles des alliés mais aussi avec une certaine excitation : 

« un jeu de cache-cache extrêmement risqué avec la Commission de contrôle alliée..., et je dois admettre que c'était un jeu qui devait plaire fortement à un homme qui était enclin à prendre des risques. »

 Pour construire le HD 17, Heinkel a dû louer un hangar à l'extérieur de l'usine de Warnemünde. Lorsque les inspecteurs annonçaient leurs visites, les employés vidaient le hangar des éléments aéronautiques sur des camions et les cachaient dans les dunes à proximité. Le temps que les inspecteurs finissent l'inspection de l'usine principale et arrivent au hangar, celui-ci avait été vidé de tout élément compromettant.

### Testé par l'armée américaine
Ces deux avions portant le numéro 216 avec un Napier Lion et le numéro 217 (qui sera équipé d'un moteur Liberty probablement installé aux États-Unis) sont prévus pour être envoyés outre-atlantique.
Le Heinkel HD 17 effectue son premier vol en 1924 avec un moteur Napier Lion. La société sœur Heinkel de Lidingö est officiellement l'exportateur dans les documents de livraison de ces deux HD 17 expédiés aux États-Unis la même année vers l'avionneur américain.
Arrivés sur le sol américain, ces deux HD 17 ont été modifiés par le constructeur aéronautique américain Cox-Klemin notamment pour l'empennage et les jambes de force. Désignés par Cox-Klemin CO-1 et CO-2 respectivement (les numéros de projet P-377 et P-379 ont été attribués officiellement), ils furent équipés respectivement de moteurs Napier Lion et Liberty 12 de 400 chevaux.
Immatriculés par une entreprise américaine, les deux avions ont pu être évalués en 1924-1925 par l'US Army Air Service. Ils participent à la compétition pour le choix d'un avion d'observation qui devait devenir le remplaçant des De Havilland DH4 vieillissant. Au moins dix avions entrent dans la compétition, outre les Cox-Klemin, on trouve le Curtiss XO-1, l'Engineering Division TP-1, le Boeing X-CO-7B, le Engineering Division XCO-5, le Douglas XO-2, l'Engineering Division XCO-6, le Fokker CO-4, l'Atlantic Fokker AO-1 et l'Atlantic-Loening XCO-8. Les Cox-Klemin n'avaient pas de dispositifs pour l'équipement militaire lors des tests d'évaluation qui ont été conduits au McCook Field de Dayton. Les deux modèles Cox-Klemin n'ont pas été retenus par l'USAAS et sur les 10 avions présentés, la firme Cox-Klemin a été classée 5e par le conseil des officiers. Ils ont considéré le modèle SCO-6 comme le meilleur, suivi des AO-1, CO-5, CO-8 et le CO-1. Le Boeing CO-7 était considéré comme mauvais. La commission globale n'a pas suivi les recommandations des officiers et à l'issue de la compétition, le Curtiss et le Douglas ont été retenus et commandés respectivement à 10 et 75 exemplaires. Les Cox-Klemin ont été renvoyés à Cox-Klemin,.
Les deux appareils Cox-Klemin semblent avoir été vendus par la suite à des propriétaires civils. Le HD 17 avec le numéro de série 217 a volé à partir de décembre 1926 avec l'enregistrement 1189 pour la compagnie aérienne General Airways et a été donné à la compagnie Sky Signs of America en octobre 1927. Il a été enregistré pour la dernière fois à l'été 1929, lorsqu'il a été gravement endommagé lors d'une tempête à Wichita puis réparé ; on ignore ce qu'ils sont devenus.

### Renouveau de la Luftwaffe
Développé pour la reconnaissance, il a été mis en concurrence avec Albatros L 65 et le Junkers Ju 21 pour la Reichswehr dans le but d'équiper l'école secrète de formation aéronautique de Lipetsk. Il remporte finalement ce concours et sept avions sont commandés en décembre 1925.
Les nouveaux HD 17 sont légèrement modifiés par rapport aux deux appareils construits deux ans plus tôt. Ils disposaient d'ailerons avec un bord incliné plutôt qu'arrondi, et un gouvernail avec compensation de corne. Les entretoises de mâts étaient désormais de type N au lieu de I comme sur les Cox-Klemin. Le moteur Napier Lion a été installé. Une mitrailleuse orientée vers l'arrière était installée au niveau de l'observateur.
 
Le 16 avril 1926, le premier avion de la série (no 239) effectue quelques vols d'essai à Warnemünde devant des représentants du département de l'aviation de la Reichswehr et révèle quelques faiblesses mineures de contrôlabilité, faciles à éliminer. La petite production a été achevée la même année avec deux appareils équipés en appareils d'entraînement (no 239 et 240) et cinq appareils en version reconnaissance (no 241 à 245). Bien que le nouveau traité d'aviation de Paris du 21 mai 1926 autorisait désormais les Allemands à construire des avions sans restriction de puissance, les appareils ont  été secrètement expédiés en avion vers Lipetsk (Union Soviétique). Ces sept appareils y ont été utilisés pour la formation des observateurs et des pilotes de bombardiers. Côté décorations, ils étaient sans insignes ni décoration nationale. Il ne disposaient que de leurs numéros d'identification peints sur le fuselage en chiffres romains pour les Heinkel HD 17.
Les pilotes le jugeaient « un peu gros, encombrant et têtu ». Malgré ces caractéristiques de vol moyennes, l'avion s'est révélé assez robuste. De nombreux pilotes s'entraînaient d'abord sur le HD 17 avant de passer sur le chasseur Fokker D.XIII. Les élèves pilotes et les élèves observateurs participaient parfois à des manœuvres conjointes avec l'armée rouge surtout pour des missions de reconnaissances et d'observation anti-artillerie. Avec sept appareils, il constituait la deuxième force de la nouvelle Luftwaffe derrière les 34 Fokker D.XIII de chasse et devant les 2 Albatros L.69. Un appareil (n°245) a été perdu lors d'un atterrissage raté le 7 octobre 1927, les six autres étaient encore en service en 1929 et quatre en mai 1933,. Ils sont restés utilisés jusqu'à ce qu'ils soient remplacés par des modèles plus modernes.

## Versions
- Cox-Klemin CO-1 : avion de reconnaissance, officiellement construit à Svenska Aero AB mais construit en réalité en 1924 à Warnemünde sous le no 216. Modifié par Cox-Klemin qui lui attribue le code CO-1 et le n° P-377. Équipé d'un moteur Napier Lion, il sera testé par l'USAAS, non retenu et retourné à Cox-Klemin.
- Cox-Klemin CO-2 : avion de reconnaissance, officiellement construit à Svenska Aero AB mais construit en réalité en 1924 à Warnemünde sous le no 217. Modifié par Cox-Klemin qui lui attribue le code CO-2 et le n° P-377. Équipé d'un moteur Liberty L12, il sera testé par l'USAAS, non retenu et retourné à Cox-Klemin.
- Heinkel HD 17 : avion de reconnaissance, construit à Warnemünde. 2 appareils pour l'instruction et 5-6 appareils pour l'observation

|                           | Cox-Klemin CO-1                                                       | Cox-Klemin CO-2     | Heinkel HD 17         | Heinkel HD 17a        |
| ------------------------- | --------------------------------------------------------------------- | ------------------- | --------------------- | --------------------- |
| Rôle                      | Reconnaissance                                                        | Reconnaissance      | Reconnaissance        | Reconnaissance        |
| Production                | 1                                                                     | 1                   | 2                     | 5                     |
| Numéros                   | 216                                                                   | 217                 | 239-240               | 241-245               |
| année                     | 1924                                                                  | 1924                | 1926                  | 1926                  |
| Longueur                  | 9.48                                                                  | 9.48                | 9.18                  | 9.18                  |
| Envergure aile supérieure | 12.40 m                                                               | 12.40 m             | 12.90 m               | 12.90 m               |
| Profondeur max. aile sup. | 2 m                                                                   | 2 m                 | -                     | -                     |
| Envergure aile inférieure | 11.40 m                                                               | 11.40 m             | 11.43 m               | 11.43 m               |
| Profondeur max. aile inf. | 1.30 m                                                                | 1.30 m              | -                     | -                     |
| Hauteur                   | 3,25 m                                                                | 3,25 m              | 3.60 m                | 3.60 m                |
| Masse à vide              | 1350 kg                                                               | 1380 kg             | 1369 kg               | 1369 kg               |
| Masse maximale            | 2050 kg                                                               | 2200 kg             | 2148 kg               | 2148 kg               |
| Charge utile              | 700 kg                                                                | 820 kg              | 779 kg                | 779 kg                |
| Moteur                    | Napier Lion XI 450 ch                                                 | Liberty L12A 400 ch | Napier Lion XI 450 ch | Napier Lion XI 450 ch |
| Vitesse maximale          | 245 km/h à 1000 m                                                     | 220 km/h            | 225 km/h à 1220 m     | 225 km/h à 1220 m     |
| Vitesse de croisière      | 200 km/h                                                              | 200 km/h            | 200 km/h              | 200 km/h              |
| Vitesse d'atterrissage    | 90 km/h                                                               | -                   | 140 km/h              | 140 km/h              |
| Vitesse ascensionnelle    | 3.5 min à 1000 m / 8 min à 2000 m / 12 min à 3000 m / 42 min à 6000 m | -                   | 11 min à 3000 m       | -                     |
| Plafond                   | 7600 m                                                                | 6600 m              | 6360 m                | 6360 m                |

Spécifications (CO-1)
- Équipage : 2

- Longueur : 9,48 m
- Envergure aile haute : 12,40 m
- Envergure aile basse : 11,40 m
- Hauteur : 3,30 m
- Surface alaire : 38 m2
- Poids à vide : 1 350 kg
- Poids maximal : 2 050 kg

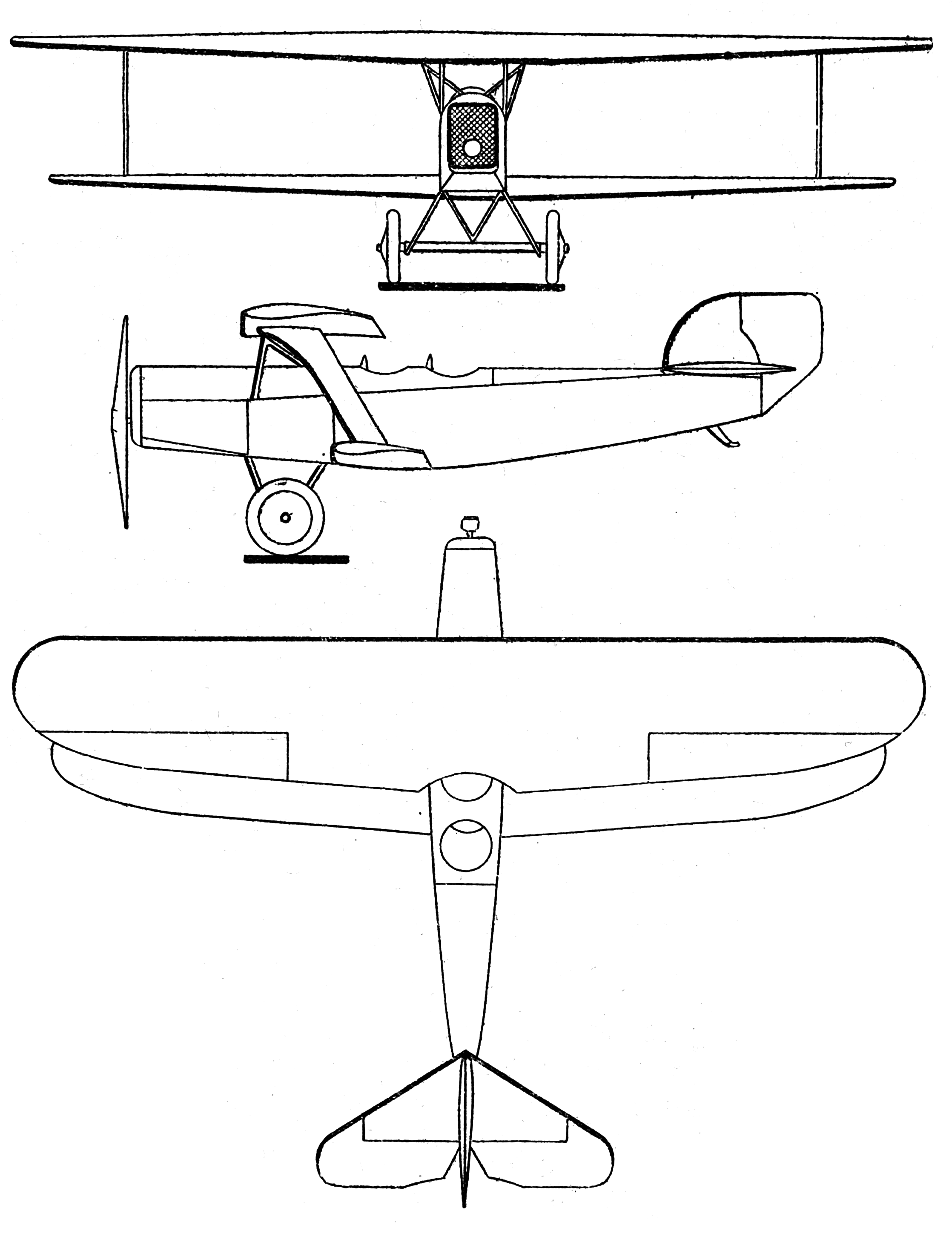
Profils du Cox-Klemin CO-1 dans Les Ailes du 7 janvier 1926.

- Moteur : 1 × Napier Lion à Refroidissement liquide (eau) W-12, 340 kW
- Hélice : hélice bipale
- Vitesse maximale : 240 km/h
- Vitesse ascensionnelle : 8 min/2 000 m